# Maglio (Goito)
Maglio è una frazione del comune di Goito, in provincia di Mantova, posta tra il Mincio e il Naviglio di Goito. La prima citazione della località è racchiusa in una lapide del 1227 posta all'interno di un'antica cartiera del luogo.

## Origini del nome
Maglio deriva da Malleus, martello per forgiare i metalli.

## Monumenti e luoghi d'interesse
Nella zona sono presenti alcune corti appartenute ai Gonzaga, signori di Mantova:
- Corte Brolazzo
- Corte Colarina
- Corte Fondo Trifoglio, fu di proprietà dell'architetto dei Gonzaga Luca Fancelli